# Stazione di Figueres-Vilafant
La stazione di Figueres-Vilafant (in spagnolo Estación de Figueras-Vilafant) è una stazione ferroviaria situata tra Figueres e Vilafant, in Spagna.